# The Gun Club
I The Gun Club sono stati un gruppo musicale statunitense, attivo dal 1980 al 1996.
La band fu fondata dal cantante e chitarrista Jeffrey Lee Pierce, che ne fu unico membro fisso, nonché autore di praticamente tutti i brani. Il loro stile musicale fondeva il punk rock, il blues e la musica country, con testi dai toni lugubri e nichilisti.

## Storia
Il primo nucleo della band si chiamava The Creeping Ritual, e comprendeva Pierce, il chitarrista Brian Tristan (noto come Kid Congo Powers), il bassista Don Snowden (già critico musicale per il Los Angeles Times) e il batterista Brad Dunning.
Su suggerimento del cantante dei Circle Jerks, Keith Morris, la band cambiò nome in The Gun Club.  Insieme al nome, Pierce, vera anima della band, decise di cambiare anche formazione, prendendo il chitarrista Ward Dotson (al posto di Kid Congo Powers, che era entrato nei Cramps), il bassista Rob Ritter ed il batterista Terry Graham, questi ultimi due già membri The Bags.
Nel 1981, la band pubblicò Fire of Love, album che mischia il blues tradizionale e il punk rock, e che ebbe grande influenza soprattutto sullo sviluppo del garage rock e dello psychobilly, e ampiamente considerato dalla critica una delle pietre miliari del punk rock degli anni '80.
Nel 1982, venne pubblicato il secondo album, Miami, anch'esso con ottimi riscontri di critica.
Nel 1983, Pierce  cambiò di nuovo formazione, assumendo il batterista Dee Pop  e il chitarrista Jim Duckworth, e pubblicò, così, l'EP Death Party.
Nel 1984, Pierce, in seguito alla defezione di tutti i membri della band, fu costretto a riassumere il batterista Graham e Kid Congo Powers, oltre alla nuova bassista Patricia Morrison. Con questa formazione, venne pubblicato, nello stesso anno, il terzo LP, Las Vegas Story. Dopo l'uscita di questo disco e un tour, la band si sciolse. Pierce pubblicò un album solista, Wildweed.
Due anni dopo, nel 1986, la band si riformò, con la bassista Romi Mori e il batterista Nick Sanderson in aggiunta a Pierce e a Kid Congo Powers, pubblicando, nel 1987 un nuovo LP, Mother Juno. Nel 1988, Kid Congo Powers si unì, pure, ai Nick Cave and The Bad Seeds, con cui pubblicò Tender Prey e, nel 1990, The Good Son.
In questi anni, Pierce cominciò ad avere problemi di salute, dovuti anche alla dipendenza da oppiacei, ma la band pubblicò comunque altri due dischi, Pastoral Hide and Seek nel 1990, e Lucky Jim nel 1993, oltre all'EP Divinity.
Tutti i membri si licenziarono, lasciando solo Pierce, che comunque non sciolse il gruppo, mostrandosi sporadicamente in pubblico, e cadendo nell'abuso sempre maggiore di alcool e droga.
Dopo aver riformato la band un'ultima volta nel 1995, e aver suonato con questa un concerto in un famoso locale  di Los Angeles, il "Viper Room", Pierce morì per emorragia cerebrale, il 31 marzo del 1996 a Salt Lake City.

## Discografia

### Album in studio
- 1981 - Fire of Love
- 1982 - Miami
- 1984- The Las Vegas Story
- 1987 - Mother Juno
- 1990 - Pastoral Hide and Seek
- 1993 - Lucky Jim

### Live
- 1983 - The Birth, the Death, the Ghost
- 1985 - Danse Kalinda Boom - Live in Pandora's Box
- 1992 - Ahmed's Wild Dream

### Raccolte
- 1985 - Two Sides of the Beast
- 1992 - In Exile

### EP
- 1983 - Death Party
- 1991 - Divinity

## Gruppi correlati
- 45 Grave - Rob Ritter
- Alice Bag Band - Terry Graham, Rob Ritter
- The Bags - Terry Graham, Rob Ritter, Patricia Rainone
- Bush Tetras - Dimitri Papadopoulos
- Clock DVA - Nick Sanderson
- Congo Norvell - Brian Tristan
- The Cramps - Terry Graham, Brian Tristan
- The Damned - Patricia Rainone
- Freeheat - Romi Mori, Nick Sanderson
- Fur Bible - Brian Tristan, Patricia Rainone
- Kid & Khan - Brian Tristan
- Kid Congo and the Pink Monkey Birds - Brian Tristan
- Kid Congo Powers - Brian Tristan
- Knoxville Girls - Brian Tristan
- Legal Weapon - Patricia Rainone
- The Loafin' Hyenas - Rob Ritter
- Nick Cave & the Bad Seeds - Brian Tristan
- The Sisterhood - Patricia Rainone
- The Sisters of Mercy - Patricia Rainone